# Same numbers (曲)
「Same numbers」（セイム ナンバーズ）は、日本の女性アイドルグループ乃木坂46の楽曲。2025年7月30日に乃木坂46の39作目のシングルとしてN46Div.から発売された。秋元康が作詞、川浦正大が作曲した。楽曲のセンターポジションは賀喜遥香が務めた。

## 背景とリリース
CDシングルの発売は前作『ネーブルオレンジ』以来、約4か月ぶり。2025年6月8日深夜放送のテレビ東京系『乃木坂工事中』で発売が、6月15日深夜放送の同番組で選抜メンバーが、それぞれ発表された。なお、CDシングルの発売に先駆けて共通C/W曲『真夏日よ』（明治神宮野球場公演10thメモリアルソング、6月20日より）、表題曲『Same numbers』（7月1日より）、Type-Cに収録されるアンダー楽曲『不道徳な夏』（7月13日より）、Type-Aに収録される6期生楽曲『なぜ 僕たちは走るのか？』（7月17日より）がそれぞれ先行配信された。
初回限定盤Type-A・B・C・D、通常盤の5形態での発売。初回限定盤各TypeにはBlu-rayが付属され、全国イベント参加券かスペシャルプレゼント応募券と生写真1枚が封入されている。Blu-rayには特典映像として6期生個人PV（Type-A〜Type-C）と、2025年4月6日にぴあアリーナMMで開催された「乃木坂46 初披露の会『はじめまして、6期生です』」のライブ映像（Type-D）が収録されている。
表題曲と共通C/W曲「真夏日よ」は7月5日に真駒内セキスイハイムアイスアリーナで開催された「真夏の全国ツアー2025」北海道公演DAY1で初披露された。表題曲のTV初披露は7月9日放送のテレビ東京系『テレ東音楽祭2025～夏～』。

## アートワーク
| Type-A 表 | 賀喜遥香                                         |
| Type-B 表 | 川﨑桜・一ノ瀬美空                               |
| Type-C 表 | 冨里奈央・中西アルノ・梅澤美波・弓木奈於         |
| Type-D 表 | 久保史緒里・池田瑛紗・筒井あやめ・岡本姫奈       |
| 通常盤 表 | 井上和・五百城茉央・小川彩・遠藤さくら・菅原咲月 |

コンセプトは「バカンスを楽しむサマーガールズ」で、センターの賀喜遥香をはじめ、メンバーが海辺のデッキを舞台に、バカンスを全力で満喫している姿が表現されており、フレッシュでジューシーな乃木坂の夏の香りが漂うクリエイティブな仕上がりになっている。クリエティブディレクション・アートディレクションは和田昇とNKCNが担当した。

## チャート成績
オリコン調べでは、初週59.5万枚を売り上げ、2025年8月5日発表のオリコン週間シングルランキングで初登場1位を獲得した。また、通算26作目の初週売上50万枚超えを記録した。『おいでシャンプー』から38作連続の1位獲得となり、女性アーティスト歴代2位の「シングル連続1位獲得作品数」の記録を自己更新、「シングル通算1位獲得作品数」記録は、浜崎あゆみと並ぶ歴代2位タイから歴代単独2位となった。
Billboard JAPANでは、初週77万5982枚を売り上げ、2025年8月6日公開のBillboard Japan Top Singles Salesで初登場1位を獲得し、同日公開のBillboard Japan Hot 100でも1位を獲得した。

## ミュージック・ビデオ
Same numbers
監督：伊藤衆人、振付：Seishiro
千葉県銚子市の屏風ヶ浦で撮影された。希望と現実を歌った儚く切ない楽曲。自分を、誰かを、受け止めようとするように、祈りを表現した踊りを体現する。センターを務めた賀喜遥香は「情熱と冷静が戦っていたり、自分達の葛藤をダンスで表現しましたので楽しんで頂きたいです」と意気込みを述べている。
真夏日よ
明治神宮野球場での公演が2025年で10回目となることを記念し、メモリアルムービーとして公開された。2014年の第1回公演から2024年の第9回公演までのメンバーの笑顔や涙、インタビューのほか、過去のライブ映像も使用されている。
なぜ 僕たちは走るのか？
監督：沖悠司、振付：川村茜
埼玉県狭山市の西武学園文理中学・高等学校で撮影された。6期生らしいフレッシュな作品となっている。
不道徳な夏
監督：王一川、振付：WARNER
静岡県袋井市のエコパスタジアムで撮影された。アンダーメンバーが楽しく歌いながらダンスをしているのが印象的な作品となっている。
ってかさ
監督：王一川
適度な心地よさを伴うビートに乗せて、“ってかさ”と緩やかに連呼されるメインリフや脱力系ラップによる絶妙な緩やかさ、途中で挿入されるセリフ調パートとメロウなフレーズなど、随所にフックが用意された聴きどころ満載のポップチューンになっている。

## メディアでの使用
Same numbers
So-net『乃木坂46×So-netコラボキャンペーン』（2025年8月7日 - 12月31日）CMソング
- 「光の糸」篇[注 1][注 2]
- 「乃木坂46、感動」篇[注 3]
- 「So-net 毎週紹介！」篇[注 4]

## シングル収録トラック

### Type-A
| #         | タイトル                                       | 作詞      | 作曲           | 編曲           | 時間  |
| --------- | ---------------------------------------------- | --------- | -------------- | -------------- | ----- |
| 1.        | 「Same numbers」                               | 秋元康    | 川浦正大       | 樫原伸彦       | 5:05  |
| 2.        | 「真夏日よ」                                   | 秋元康    | オオヤギヒロオ | オオヤギヒロオ | 4:29  |
| 3.        | 「なぜ 僕たちは走るのか？」                    | 秋元康    | 賀佐泰洋       | 賀佐泰洋       | 4:28  |
| 4.        | 「Same numbers ～off vocal ver.～」            |           | 川浦正大       | 樫原伸彦       | 5:05  |
| 5.        | 「真夏日よ ～off vocal ver.～」                |           | オオヤギヒロオ | オオヤギヒロオ | 4:29  |
| 6.        | 「なぜ 僕たちは走るのか？ ～off vocal ver.～」 |           | 賀佐泰洋       | 賀佐泰洋       | 4:28  |
| 合計時間: | 合計時間:                                      | 合計時間: | 合計時間:      | 合計時間:      | 28:04 |

| #  | タイトル                               | 作詞 | 作曲・編曲 | 監督         |
| -- | -------------------------------------- | ---- | ---------- | ------------ |
| 1. | 「愛宕心響：近未来アンドロイド ATAGO」 |      |            | 松永侑       |
| 2. | 「大越ひなの：ガール・ミーツ・ホラー」 |      |            | 染谷夏海     |
| 3. | 「小津玲奈：初めてのゲーム実況」       |      |            | ハヤトの野望 |

### Type-B
| #         | タイトル                                | 作詞      | 作曲           | 編曲           | 時間  |
| --------- | --------------------------------------- | --------- | -------------- | -------------- | ----- |
| 1.        | 「Same numbers」                        | 秋元康    | 川浦正大       | 樫原伸彦       | 5:05  |
| 2.        | 「真夏日よ」                            | 秋元康    | オオヤギヒロオ | オオヤギヒロオ | 4:29  |
| 3.        | 「あの頃におかえり」                    | 秋元康    | youth case     | 遠藤ナオキ     | 4:38  |
| 4.        | 「Same numbers ～off vocal ver.～」     |           | 川浦正大       | 樫原伸彦       | 5:05  |
| 5.        | 「真夏日よ ～off vocal ver.～」         |           | オオヤギヒロオ | オオヤギヒロオ | 4:29  |
| 6.        | 「あの頃におかえり ～off vocal ver.～」 |           | youth case     | 遠藤ナオキ     | 4:38  |
| 合計時間: | 合計時間:                               | 合計時間: | 合計時間:      | 合計時間:      | 28:24 |

| #  | タイトル                                   | 作詞 | 作曲・編曲 | 監督       |
| -- | ------------------------------------------ | ---- | ---------- | ---------- |
| 1. | 「海邉朱莉：「はい」しか言わない子」       |      |            | 沖悠司     |
| 2. | 「川端晃菜：川端バタバタ運動会」           |      |            | 大岡春香   |
| 3. | 「鈴木佑捺：留守電だけの関係」             |      |            | 林賢五     |
| 4. | 「瀬戸口心月：the script / JYG-2151-2507」 |      |            | 大久保拓朗 |

### Type-C
| #         | タイトル                            | 作詞      | 作曲                          | 編曲           | 時間  |
| --------- | ----------------------------------- | --------- | ----------------------------- | -------------- | ----- |
| 1.        | 「Same numbers」                    | 秋元康    | 川浦正大                      | 樫原伸彦       | 5:05  |
| 2.        | 「真夏日よ」                        | 秋元康    | オオヤギヒロオ                | オオヤギヒロオ | 4:29  |
| 3.        | 「不道徳な夏」                      | 秋元康    | 川口進、MiNE、Atsushi Shimada | 佐々木裕       | 3:03  |
| 4.        | 「Same numbers ～off vocal ver.～」 |           | 川浦正大                      | 樫原伸彦       | 5:05  |
| 5.        | 「真夏日よ ～off vocal ver.～」     |           | オオヤギヒロオ                | オオヤギヒロオ | 4:29  |
| 6.        | 「不道徳な夏 ～off vocal ver.～」   |           | 川口進、MiNE、Atsushi Shimada | 佐々木裕       | 3:03  |
| 合計時間: | 合計時間:                           | 合計時間: | 合計時間:                     | 合計時間:      | 25:14 |

| #  | タイトル                                       | 作詞 | 作曲・編曲 | 監督         |
| -- | ---------------------------------------------- | ---- | ---------- | ------------ |
| 1. | 「長嶋凛桜：CLOSE ENCOUNTERS of the KOJIN PV」 |      |            | 頃安祐良     |
| 2. | 「増田三莉音：みりねGPT」                      |      |            | 月田茂       |
| 3. | 「森平麗心：侵略のうるみちゃん」               |      |            | まつおゆきこ |
| 4. | 「矢田萌華：Bet you can't catch me」           |      |            | 都竹泰河     |

### Type-D
| #         | タイトル                            | 作詞      | 作曲                              | 編曲           | 時間  |
| --------- | ----------------------------------- | --------- | --------------------------------- | -------------- | ----- |
| 1.        | 「Same numbers」                    | 秋元康    | 川浦正大                          | 樫原伸彦       | 5:05  |
| 2.        | 「真夏日よ」                        | 秋元康    | オオヤギヒロオ                    | オオヤギヒロオ | 4:29  |
| 3.        | 「ってかさ」                        | 秋元康    | 長沢知亜紀、永野小織、Myko ISLAND | Myko ISLAND    | 3:08  |
| 4.        | 「Same numbers ～off vocal ver.～」 |           | 川浦正大                          | 樫原伸彦       | 5:05  |
| 5.        | 「真夏日よ ～off vocal ver.～」     |           | オオヤギヒロオ                    | オオヤギヒロオ | 4:29  |
| 6.        | 「ってかさ ～off vocal ver.～」     |           | 長沢知亜紀、永野小織、Myko ISLAND | Myko ISLAND    | 3:08  |
| 合計時間: | 合計時間:                           | 合計時間: | 合計時間:                         | 合計時間:      | 25:24 |

| #  | タイトル                 | 作詞 | 作曲・編曲 |
| -- | ------------------------ | ---- | ---------- |
| 1. | 「おひとりさま天国」     |      |            |
| 2. | 「制服のマネキン」       |      |            |
| 3. | 「インフルエンサー」     |      |            |
| 4. | 「歩道橋」               |      |            |
| 5. | 「タイムリミット片想い」 |      |            |

### 通常盤
| #         | タイトル                            | 作詞      | 作曲           | 編曲           | 時間  |
| --------- | ----------------------------------- | --------- | -------------- | -------------- | ----- |
| 1.        | 「Same numbers」                    | 秋元康    | 川浦正大       | 樫原伸彦       | 5:05  |
| 2.        | 「真夏日よ」                        | 秋元康    | オオヤギヒロオ | オオヤギヒロオ | 4:29  |
| 3.        | 「君と猫」                          | 秋元康    | youth case     | 花村智志       | 3:08  |
| 4.        | 「Same numbers ～off vocal ver.～」 |           | 川浦正大       | 樫原伸彦       | 5:05  |
| 5.        | 「真夏日よ ～off vocal ver.～」     |           | オオヤギヒロオ | オオヤギヒロオ | 4:29  |
| 6.        | 「君と猫 ～off vocal ver.～」       |           | youth case     | 花村智志       | 3:08  |
| 合計時間: | 合計時間:                           | 合計時間: | 合計時間:      | 合計時間:      | 25:24 |

## 歌唱メンバー

### Same numbers
（センター：賀喜遥香）
- 3列目：冨里奈央、弓木奈於、菅原咲月、五百城茉央、小川彩、筒井あやめ、岡本姫奈
- 2列目：梅澤美波、中西アルノ、遠藤さくら、井上和、池田瑛紗、久保史緒里
- 1列目：川﨑桜、賀喜遥香、一ノ瀬美空

賀喜遥香が34thシングル「Monopoly」（遠藤さくらとのWセンター）以来、5作ぶり4度目（単独センターとしては30thシングル「好きというのはロックだぜ！」以来、9作ぶり3度目）のセンターを務める。選抜メンバーは前作から3人減って16人で、福神メンバーは前作から2人減って9人（九福神）。5期生の岡本姫奈が初の選抜入りを果たしたことにより、5期生は全員が選抜経験者となった。一方で4期生の金川紗耶・田村真佑・林瑠奈と、5期生の奥田いろはが選抜から外れた。

### 真夏日よ
（センター：賀喜遥香）
- 五百城茉央、池田瑛紗、一ノ瀬美空、井上和、梅澤美波、遠藤さくら、岡本姫奈、小川彩、賀喜遥香、川﨑桜、久保史緒里、菅原咲月、筒井あやめ、冨里奈央、中西アルノ、弓木奈於

歌唱メンバーは、表題曲の選抜メンバーと同じ。

### なぜ 僕たちは走るのか？
（センター：瀬戸口心月）
- 愛宕心響、大越ひなの、海邉朱莉、川端晃菜、鈴木佑捺、瀬戸口心月、長嶋凛桜、増田三莉音、森平麗心、矢田萌華

6期生による楽曲（活動休止中の小津玲奈を除く）。

### あの頃におかえり
- 五百城茉央、遠藤さくら、奥田いろは[66]

### 不道徳な夏
（センター：金川紗耶）
- 伊藤理々杏、岩本蓮加、奥田いろは、金川紗耶、黒見明香、佐藤璃果、柴田柚菜、田村真佑、林瑠奈、松尾美佑、矢久保美緒、吉田綾乃クリスティー

アンダーメンバーによる楽曲。

### ってかさ
- 遠藤さくら、小川彩、賀喜遥香、川﨑桜、林瑠奈、弓木奈於[67]

### 君と猫
- 一ノ瀬美空、井上和、田村真佑、松尾美佑、吉田綾乃クリスティー[68]